# Жан де Бурбон, герцог Валуа
Жан Гасто́н де Бурбо́н (фр. Jean Gaston de Bourbon; 17 августа 1650, Париж, Королевство Франция — 10 августа 1652, там же) — французский принц крови из династии Бурбонов, единственный сын Гастона Орлеанского, герцог Валуа в течение всей своей недолгой жизни.

## Биография
Жан Гастон родился 17 августа 1650 года в Орлеанском дворце в Париже, в семье Гастона де Бурбона, герцога Орлеанского, и его второй жены Маргариты Лотарингской. Отец ребёнка был младшим братом короля Франции Людовика XIII. Жан Гастон соответственно приходился двоюродным братом царствовавшему тогда Людовику XIV и был принцем крови, «внуком Франции». Он стал четвёртым ребёнком и единственным сыном Гастона и Маргариты; в первом браке герцога Орлеанского, с Марией де Бурбон-Монпансье, родилась ещё одна дочь.
Сразу после появления на свет ребёнок получил титул герцога Валуа (это герцогство входило в состав апанажа Гастона Орлеанского). Единокровная сестра Жана Гастона Анна де Монпансье устроила по случаю его рождения великолепное празднество с фейерверком. Однако ребёнок родился с искривлённой ногой, что приписывали привычке герцогини Орлеанской лежать на боку во время беременности. Жан Гастон так и не смог научиться ходить и не начал говорить. Он умер от диареи за неделю до своего второго дня рождения, 10 августа 1652 года. Герцога Валуа похоронили в Сен-Дени, в традиционном месте упокоения королей Франции и членов их семей.
Герцогиня на тот момент была в очередной раз беременна, в ноябре она родила ещё одну дочь, ставшую её последним ребёнком. В итоге первая Орлеанская ветвь Бурбонов угасла со смертью герцога Гастона в 1660 году.